# It’s Christmas, C’est Noël
Az It's Christmas, C'est Noël című dal a francia Jordy első kimásolt kislemeze a Potion Magique című 2. stúdióalbumról. A dal szerepel a Nicsak, ki beszél most! című filmben is, ahol a film zárul ezzel a dallal, ahogy Jordy a filmben szereplő gyerekekkel énekel. A dalt Jordy édesapja írta. 
A dal a francia kislemezlista 18. helyéig jutott. 

## Megjelenések
7"  Spanyolország CBS  ARIC 264
- It's Christmas, C'est Noël - 3:33

12"  Hollandia Versailles 659881 6
- A - It's Christmas, C'est Noël - 3:33
- B - Allo Maman C'est Noël - 3:34